# Nishant Mehra
Nishant Mehra (* 24. Oktober 1983 in Mumbai) ist ein indischer Fußballspieler.

## Karriere
Er spielt seit 2007 bei dem im selben Jahr gegründeten Mumbai FC. 2008 gelang dem Klub der Aufstieg in die I-League 1. Division, die höchste indische Liga. Im Februar 2011 war ein Dopingtest von ihm positiv auf Cannabis und er wurde für zwei Jahre gesperrt. Nach seiner Sperre schloss er sich 2013 wieder dem Mumbai FC an. Da der Spielbetrieb des Klubs 2017 eingestellt wurde, ist nicht bekannt wie lang er dort noch gespielt hatte.